# Håkan Serner
John Gunnar Håkan Serner (* 1. September 1933 in Malmö, Skåne län, Schweden; † 25. Oktober 1984 in Stockholm, Schweden) war ein schwedischer Schauspieler.

## Leben
Nach Abschluss seiner schulischen Ausbildung erlernte Serner die Schauspielkunst an der Gösta Terserus teaterskola. Ab 1960 arbeitete er am neu gegründeten Stockholms stadsteater. Er blieb diesem Theater – mit Ausnahme einer Periode in den 1960er Jahren, als er in Luleå lebte und arbeitete – bis zu seinem Tod verbunden. Im Zeitraum von 1953 bis 1984 wirkte er neben seiner Arbeit am Theater in mehr als 50 Film- und Fernsehproduktionen mit.
Håkan Serner beging am 25. Oktober 1984 Suizid durch Erhängen.
Nach zwei vorangegangenen Ehen war er von 1969 bis zu seinem Tod mit Annette Gjörup verheiratet. Serner hatte drei Söhne.

## Auszeichnungen
- 1977 – Guldbagge für seine Rolle in Mannen på taket

## Filmografie (Auswahl)
- 1959: Die Hemmungslosen (Raggare!)
- 1964: Lieber John (Käre John)
- 1966: Hemsöborna (Fernsehserie)
- 1968: Bombi Bitt och jag (Fernsehserie)
- 1970: Pippi in Taka-Tuka-Land (Pippi Långstrump på de sju haven)
- 1971: Apfelkrieg (Äppelkriget)
- 1973: Mumindalen (Fernsehserie)
- 1976: Der Mann auf dem Dach (Mannen på taket)
- 1981: Rasmus und der Vagabund (Rasmus på luffen)
- 1984: Der Mann aus Mallorca (Mannen från Mallorca)